# Feroleto della Chiesa
Feroleto della Chiesa (Ferlitù in calabrese) è un comune italiano di 1 504 abitanti della città metropolitana di Reggio Calabria in Calabria.

## Geografia fisica

### Territorio
Feroleto della Chiesa è situato nella Piana di Gioia Tauro, a nord-est di Reggio Calabria. Il territorio è prevalentemente collinare, con un'altitudine minima di 43 e una massima di 234 m s.l.m. L'abitato è posto a 159 metri di altitudine.

### Clima
Il clima di Feroleto è di tipo mediterraneo. Nella tabella sono riportate le temperature minime e massime di ogni mese dell'anno. La caratteristica di questo clima è che si rilevano inverni piovosi con temperature miti, ma spesso siccità nel periodo estivo.
| Mese      | T min | T max | Umidità |
| --------- | ----- | ----- | ------- |
| Gennaio   | 8 °C  | 15 °C | 72%     |
| Febbraio  | 8 °C  | 15 °C | 71%     |
| Marzo     | 9 °C  | 17 °C | 69%     |
| Aprile    | 11 °C | 19 °C | 68%     |
| Maggio    | 15 °C | 24 °C | 67%     |
| Giugno    | 18 °C | 28 °C | 66%     |
| Luglio    | 22 °C | 31 °C | 64%     |
| Agosto    | 22 °C | 31 °C | 67%     |
| Settembre | 19 °C | 28 °C | 70%     |
| Ottobre   | 16 °C | 24 °C | 72%     |
| Novembre  | 12 °C | 20 °C | 71%     |
| Dicembre  | 10 °C | 17 °C | 72%     |

## Storia
Le origini di Feroleto della Chiesa non sono documentate con precisione, ma si ipotizza che il primo insediamento risalga all’epoca dei Bruzi, antico popolo italico stanziato nell’area calabrese. Un’altra teoria riconduce la nascita del paese all’arrivo di profughi provenienti dalla vicina città di Tauriana, distrutta nel IX secolo dalle incursioni saracene. Questi gruppi avrebbero trovato rifugio nell’entroterra, dando vita ai primi nuclei abitativi in una zona più riparata.
Il toponimo “Feroleto” potrebbe derivare dal latino ferula, pianta selvatica abbondante nella zona, o da ferrum, in riferimento a eventuali presenze minerarie locali. L’appellativo “della Chiesa” fu aggiunto nel Medioevo per distinguerlo da altri centri omonimi e fa riferimento alla concessione del feudo alla Chiesa Metropolitana di Messina da parte dell’imperatore Enrico VI nel 1197. Questo legame ecclesiastico influenzò profondamente la gestione del territorio per diversi secoli.
Nel XVI secolo il feudo passò nelle mani della famiglia Pignatelli, una delle più influenti del Regno di Napoli. In particolare, nel 1522, Feroleto venne ceduto dall’arcivescovado di Messina a Camillo Pignatelli, segnando l’ingresso del borgo in una nuova fase di dominazione feudale sotto autorità laiche.
Il territorio fu colpito in modo significativo da due grandi eventi sismici: il terremoto del 1638 e, soprattutto, quello del 1783. Quest’ultimo causò ingenti danni al centro abitato e provocò numerose vittime. A seguito della distruzione, l’abitato fu in parte ricostruito in un’area limitrofa, segnando una fase di riorganizzazione urbana.
Nel XIX secolo, con l’abolizione della feudalità e l’unificazione del Regno d’Italia, Feroleto della Chiesa seguì le dinamiche storiche comuni a molti centri del Mezzogiorno, caratterizzate da difficoltà economiche, emigrazione e una lenta modernizzazione. La popolazione si dedicò principalmente all’agricoltura, settore rimasto predominante anche nel Novecento, seppur accompagnato da un progressivo spopolamento verso aree urbane e verso l’estero.
Ancora oggi, la storia di Feroleto della Chiesa è fortemente legata alle sue origini antiche, agli eventi naturali che ne hanno segnato lo sviluppo e alle trasformazioni sociali avvenute tra Ottocento e Novecento. 

### Simboli
Lo stemma e il gonfalone sono stati concessi con decreto del presidente della Repubblica n. 2617 del 27 giugno 1983.
Il gonfalone è un drappo partito di giallo e di azzurro.

## Società

### Evoluzione demografica
Nei primi anni del '900 Feroleto contava circa 1 300 abitanti. Nel dopoguerra il numero di questi ultimi è salito a circa 2050. Negli ultimi anni del XX secolo, gli abitanti sono rimasti costanti. Oggi Feroleto conta circa 1 730 abitanti. Abitanti censiti

### Etnie e minoranze straniere
Al 31 dicembre 2012 a Feroleto della Chiesa risiedevano 56 persone di nazionalità straniera.
- Romania: 49
- Bulgaria: 2
- Marocco: 2
- Ucraina: 2
- Russia: 1
- Tunisia: 1

### Lingua e dialetti
A Feroleto della Chiesa viene parlato il dialetto calabrese e l'italiano. Circa il 70% della popolazione parla spesso il dialetto come primo metodo di comunicazione. Il restante 30% (la maggioranza sono ragazzi) parla l'italiano e di rado usa il dialetto.

### Religione
La religione più diffusa è quella cattolica di rito romano. La città fa parte della diocesi di Oppido Mamertina-Palmi e del vicariato di Polistena. Il territorio comunale attualmente appartiene ad un'unica parrocchia, intitolata ai Santi Nicola e Biagio.

## Cultura

### Scuole
A Feroleto della Chiesa ci sono 3 diverse scuole per le rispettive fasce d'età:
- 1 scuola dell'infanzia (privata)
- 1 scuola primaria
- 1 scuola secondaria di primo grado (scuola media)

Non sono presenti scuole secondarie di secondo grado.

## Geografia antropica

### Frazioni
Plaesano
È l'unica frazione del comune di Feroleto della Chiesa e si trova a circa 1 km di distanza dal capoluogo.

## Economia
L'economia di Feroleto della Chiesa è basata prevalentemente sull'agricoltura. Oggi si coltivano gli ulivi per la produzione dell'olio di oliva e agrumi come arance, mandarini e limoni. Una volta (nei primi anni del '900) il territorio era molto famoso per la produzione di vini, infatti la maggior parte dei terreni era investita a vigneti. In quel periodo si coltivavano anche il mais, i cereali e le noccioline americane.

## Amministrazione
| Periodo        | Periodo        | Primo cittadino    | Partito                         | Carica  | Note   |
| -------------- | -------------- | ------------------ | ------------------------------- | ------- | ------ |
| 24 giugno 1985 | 24 maggio 1990 | Francesco Papa     | Partito Socialista Italiano     | Sindaco | [ 9 ]  |
| 24 maggio 1990 | 24 aprile 1995 | Francesco Papa     | Partito Socialista Italiano     | Sindaco | [ 9 ]  |
| 24 aprile 1995 | 14 giugno 1999 | Francesco Papa     | Lista civica                    | Sindaco | [ 10 ] |
| 14 giugno 1999 | 14 giugno 2004 | Francesco Papa     | Lista civica di centro-sinistra | Sindaco | [ 11 ] |
| 14 giugno 2004 | 8 giugno 2009  | Giuseppe Mileto    | Lista civica di centro-sinistra | Sindaco | [ 12 ] |
| 8 giugno 2009  | 26 maggio 2014 | Giuseppe Mileto    | Lista civica                    | Sindaco | [ 14 ] |
| 26 maggio 2014 | 27 maggio 2019 | Francesco Papa     | Lista civica                    | Sindaco | [ 16 ] |
| 27 maggio 2019 | in carica      | Antonio Tranquilla | Lista civica                    | Sindaco | [ 18 ] |